# Senat (Dominikanische Republik)
Der Senat (Senado) der Dominikanischen Republik ist das Oberhaus im Zweikammersystem des Landes. Er besteht aus 32 Abgeordneten (einen pro Provinz plus einen für den Distrito Nacional), die für vier Jahre nach dem Mehrheitswahlsystem gewählt werden. Eine Wiederwahl ist möglich.
Das Unterhaus ist die aus 190 Mitgliedern bestehende Abgeordnetenkammer (Cámara de Diputados). Senat und Abgeordnetenkammer bilden zusammen den Nationalen Kongress (Congreso Nacional), der die gesetzgebende Gewalt (Legislative) des Staates innehat.
Zusammensetzung und Befugnisse des Senats sind im dritten Titel, Kapitel 1, Abschnitt I, Art. 78–80 der dominikanischen Verfassung festgelegt. Das Mindestalter für eine Kandidatur beträgt 25 Jahre, und der Kandidat muss mindestens in den letzten fünf Jahren vor der Wahl in der Provinz, die ihn wählt, gewohnt haben. Der Senat hat verschiedene exklusive Befugnisse. Darunter sind die Zustimmung zu Verträgen, Darlehen und Verträgen als Bedingung für deren Ratifizierung, die Ernennungen für die Rechnungskammer, die Zentrale Wahlkommission (Junta Central Electoral) und von Botschaftern. Gesetze, die die Abgeordnetenkammer verabschiedet, werden dem Senat zur Genehmigung und bei Zustimmung danach dem Präsidenten zur Prüfung vorgelegt.
Der Senat genießt wegen seiner geringeren Größe und der bundesstaatlichen Wahlkreise ein höheres Prestige als die Abgeordnetenkammer. Er tagt im Westflügel des Palacio del Congreso Nacional in Santo Domingo, die Abgeordnetenkammer im Ostflügel.
Der Senat besteht seit der Unabhängigkeit der Dominikanischen Republik, 1844. Er hieß bis 1854 Consejo Conservador, seither Senado.

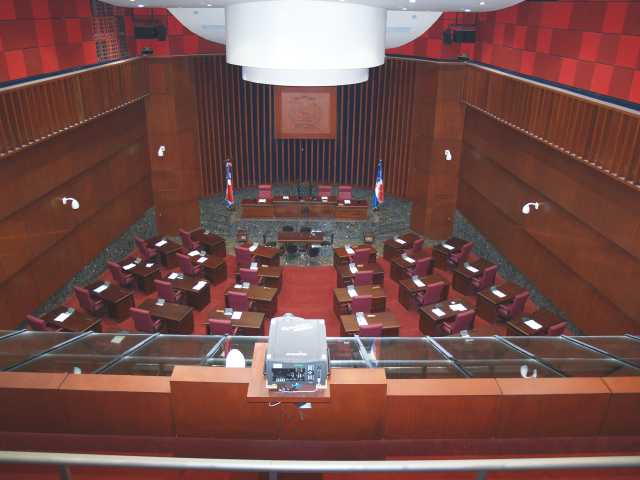
Sitzungssaal des Senats

## Wahlen
Die Wahlen finden normalerweise am dritten Sonntag im Mai zusammen mit der Präsidentschaftswahl statt, mussten 2020 aber wegen der COVID-19-Pandemie auf den 5. Juli 2020 verschoben werden. Der regierende Partido de la Liberación Dominicana von Präsident Danilo Medina verlor dabei rund die Hälfte seiner Mandate im Kongress, womit die 16-jährige Herrschaft des PLD endete. Der oppositionelle Partido Revolucionario Moderno (PRM) gewann mit Luis Abinader die Präsidentschaft sowie die absolute Mehrheit der Sitze im Senat (18 von 32 Sitzen, davon PRM 17) und einschließlich der Wahlallianzen auch in der Abgeordnetenkammer (98 von 190 Sitzen, davon PRM 86, nach Parteiwechseln sogar 101 Sitze, davon PRM 88). Nach einem Übertritt vom Bloque Institucional Socialdemócrata (BIS) zum PRM erhöhte sich die Anzahl der Sitze der Regierungsparteien im Senat auf 19 von 32 Sitzen (davon PRM 18).
Die Gründe für den Niedergang des PLD sehen Beobachter vor allem in verschiedenen Korruptionsskandalen und im Versuch des Staatspräsidenten Danilo Medina, die Verfassung zu ändern, um eine erneute Wiederwahl zu ermöglichen, was zum Zerwürfnis mit dem Partei- und früheren Staatspräsidenten Leonel Fernández und zur Abspaltung seiner neuen Partei Fuerza del Pueblo führte.
| Partei                                     | 1998 | 2002 | 2006 | 2010 1 | 2016 | 2020 | nach Partei- wechseln |
| ------------------------------------------ | ---- | ---- | ---- | ------ | ---- | ---- | --------------------- |
| Partido Revolucionario Moderno (PRM)       | –    | –    | –    | –      | 2    | 17   | 17                    |
| Partido Reformista Social Cristiano (PRSC) | 3    | 2    | 3    | 4      | 1    | 6    | 2                     |
| Partido de la Liberación Dominicana (PLD)  | 3    | 1    | 22   | 28     | 26   | 6    | 3                     |
| Fuerza del Pueblo (FP)                     | –    | –    | –    | –      | –    | 1    | 9 3                   |
| Partido Dominicanos por el Cambio (DxC)    | –    | –    | –    | –      | –    | 1    | 1                     |
| Bloque Institucional Socialdemócrata (BIS) | 0    | 0    | 0    | 0      | 1    | 1    | 0 4                   |
| Partido Revolucionario Dominicano (PRD)    | 24   | 29   | 7    | 0      | 1    | 0    | 0                     |
| Partido Liberal Reformista (PLR)           | –    | –    | –    | –      | 1    | 0    | 0                     |
| Total                                      | 30   | 32 5 | 32   | 32     | 32   | 32   | 32                    |

## Zusammensetzung

### Nach Parteien
Stand: 1. Mai 2021

### Nach Abgeordneten
Diese Liste enthält die Änderungen, die nach der Wahl und bis zum 1. Mai 2021 erfolgt sind.
| Name                                            | Wahlliste | Partei | Provinz                |
| ----------------------------------------------- | --------- | ------ | ---------------------- |
| Lia Ynocencia Díaz Santana                      | PRM       | PRM    | Azua                   |
| Melania Salvador Jimémez                        | PRM       | PRM    | Baoruco                |
| José Manuel del Castillo Saviñón                | PLD       | PLD    | Barahona               |
| David Rafael Sosa Cerda                         | PRSC      | FP     | Dajabón                |
| Faride Virginia Raful Soriano                   | PRM       | PRM    | Distrito Nacional      |
| Franklin Martín Romero Morillo                  | PRM       | PRM    | Duarte                 |
| Santiago José Zorrilla                          | PRM       | PRM    | El Seibo               |
| Arys Yvan Lorenzo Suero                         | PLD       | PLD    | Elías Piña             |
| Carlos Manuel Gómez Ureña                       | PRM       | PRSC   | Espaillat              |
| Cristóbal Venerado Antonio Castillo Liriano     | PRM       | PRM    | Hato Mayor             |
| Bautista Antonio Rojas Gómez                    | PRSC      | FP     | Hermanas Mirabal       |
| Valentín Medrano Pérez                          | PLD       | PLD    | Independencia          |
| Virgilio Cedano Cedano                          | PRSC      | FP     | La Altagracia          |
| Iván José Silva Fernández                       | PRM       | PRM    | La Romana              |
| Ramón Rogelio Genao Duran                       | PRSC      | PRSC   | La Vega                |
| Alexis Victoria Yeb                             | PRM       | PRM    | María Trinidad Sánchez |
| Héctor Elpidio Acosta Restituyo                 | PRM       | PRM    | Monseñor Nouel         |
| Lenín Valdez López                              | PRM       | PRM    | Monte Plata            |
| Ramón Antonio Pimentel Gómez                    | PRM       | PRM    | Monte Cristi           |
| Dionis Alfonso Sánchez Carrasco                 | PLD       | FP     | Pedernales             |
| Milciades Marino Franjul Pimentel               | PRM       | PRM    | Peravia                |
| Ginnette Altagracia Bournigal Socias de Jiménez | PRM       | PRM    | Puerto Plata           |
| Pedro Manuel Catraín Bonilla                    | PRM       | PRM    | Samaná                 |
| Franklin Alberto Rodríguez Garabitos            | FP        | FP     | San Cristóbal          |
| José Antonio Castillo Casado                    | BIS       | FP     | San José de Ocoa       |
| Félix Ramón Bautista Rosario                    | PLD       | FP     | San Juan               |
| Franklin Ysaias Peña Villanova                  | PLD       | FP     | San Pedro de Macorís   |
| Ricardo de los Santos Polanco                   | PRM       | PRM    | Sánchez Ramírez        |
| Rafael Eduardo Estrella Virella                 | DxC       | DxC    | Santiago               |
| Casimiro Antonio Marte Familia                  | PRSC      | FP     | Santiago Rodríguez     |
| Antonio Manuel Taveras Guzmán                   | PRM       | PRM    | Santo Domingeo         |
| Martín Edilberto Nolasco Vargas                 | PRM       | PRM    | Valverde               |

## Sitz
Der Senat tagt im Palacio del Congreso Nacional in der Hauptstadt Santo Domingo.